# モエーチェ

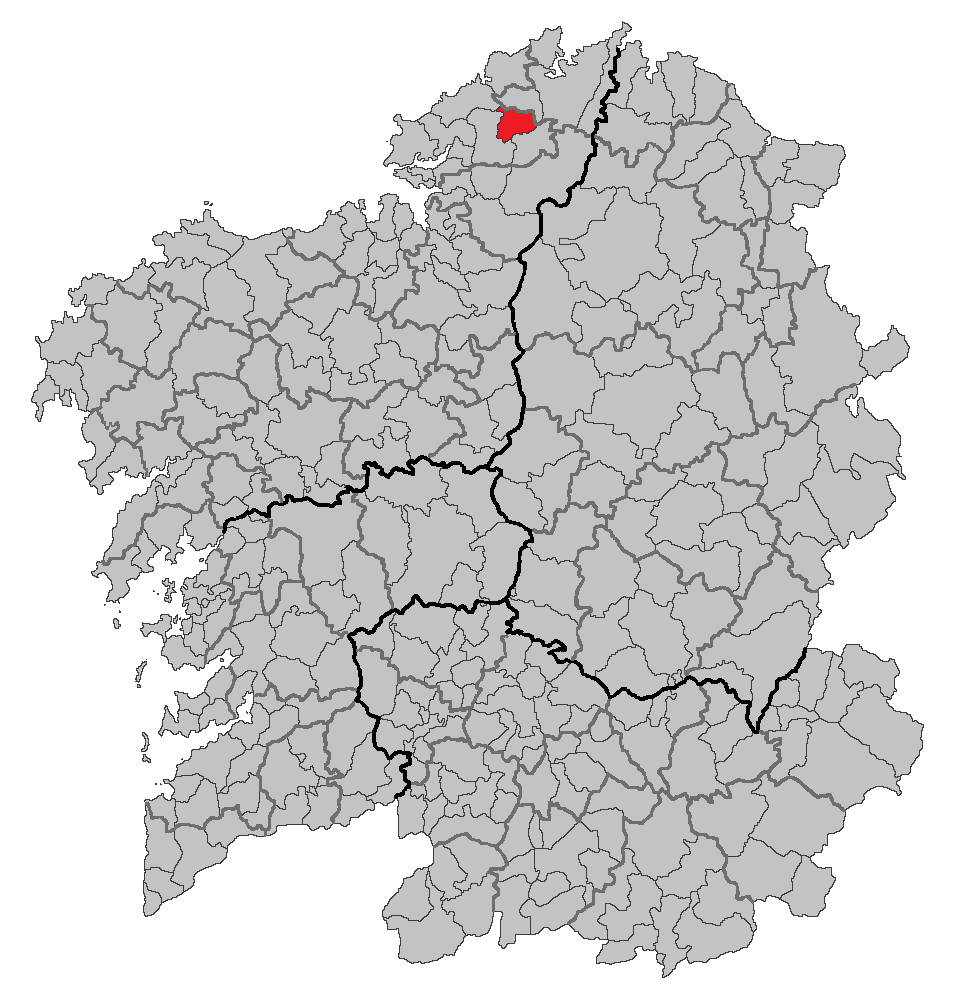

モエーチェ（Moeche）は、スペイン、ガリシア州、ア・コルーニャ県の自治体、コマルカ・デ・フェロルに属する。ガリシア統計局によると、2009年の人口は1,416人（2006年：1,437人、2005年：1,469人、2004年：1,461人、2003年：1,478人）である。住民呼称はmodestino/-a。
ガリシア語話者の自治体住民に占める割合は97.87％（2001年）。

## 地理
モエーチェはア・コルーニャ県の北東部に位置し、コマルカ・デ・フェロルに属する。北から東にかけてはセルディードと、東から南にかけてはアス・ソモーサスと、南から西にかけてはサン・サドゥルニーニョと、北西がバルドビーニョの各自治体と隣接、自治体の中心地区は、サン・ショアン・デ・モエーチェ教区のサン・ラモン地区。

### 人口
| モエーチェの人口推移 1900－2010                         |
|                                                         |
| 出典:INE（スペイン国立統計局）1900年 - 1991年、1996年 - |

## 政治
自治体首長はガリシア国民党（PPdeG）のフリオ・ロペス・ロメオ（Julio López Romeo）、自治体評議員はガリシア国民党：5、ガリシア民族主義ブロック（BNG）：3、ガリシア社会党（PSdeG-PSOE）：1となっている（2007年の自治体選挙の結果、得票順）。

## 史跡・名所
- モエーチェ城（Castelo de Moeche） - 15世紀に建造された城で、モエーチェのシンボルとなっている。所在地サン･シュルショ・デ・モエーチェ教区。15世紀のイルマンディーニョの反乱Primeira Revolución Irmandiñaの舞台となった。このことを記念して1980年以来毎年8月の第3土曜日にモエーチェ・イルマンディーニョ祭り（Festival Irmandiño de Moeche）が行われている。
- ラニャル館（Pazo de Rañal） - サン･シュルショ・デ・モエーチェ教区にある17世紀の館。

## 教区
モエーチェは5の教区に分けられている。太字は自治体中心地区のある教区。
- アバーデ（サンティアーゴ）
- ラバセンゴス（サンタ・マリーア）
- サン・ショアン・デ・モエーチェ（サン・ショアン）
- サン・シュルショ・デ・モエーチェ（サン・シュルショ）
- サンタ・クルス・デ・モエーチェ（サンタ・クルス）